# Mirosław Kalinowski
Mirosław Kalinowski (Varsavia, 22 aprile 1949 – 14 ottobre 2019) è stato un cestista polacco.

## Carriera
Con la Polonia ha disputato i Campionati europei del 1971.